# 艾梅利克州
艾梅利克州是帛琉16個行政區之一，位於巴伯爾圖阿普島西南部，首府Mongami，面積52平方公里，土地和紅樹林總面積37平方公里，接近國際機場，有帛琉最大的發電廠，2000年人口2,104。